# Eede (Ort)
Eede (Westflämisch: Djì). ist ein Dorf und ehemalige Gemeinde in der niederländischen Provinz Zeeland, liegt im westlichen Teil von Zeeuws Vlaanderen und gehört zur Gemeinde Sluis, direkt an der Grenze zu Belgien. Das Dorf hat 945 Einwohner (2024). Im 17. Jahrhundert wuchs Eede durch Einwanderung aus den südlichen Niederlanden. Auch 2016 gibt es wieder Zuwanderung aus Belgien und fast die Hälfte der Einwohner in Eede ist direkter belgischer Abstammung. Eede liegt auf dem Gebiet des ehemaligen Weilers Coensdijke und ist nach dem Fluss Ee oder Eede benannt, der von Maldegem entlang des heutigen Eede zum Zwin floss.

## Geschichte
Eede entstand während des Achtzigjährigen Krieges nach der Eroberung dieses Gebietes durch Fürst Moritz von Oranien im Jahr 1604. Noch 1607 gab es nur wenige Hütten. Nach dem Friede von Münster 1648 wuchs das Dorf weiter. Dies war hauptsächlich auf den Zustrom mennonitischer Flüchtlinge aus den südlichen Niederlanden zurückzuführen. Diese lebten hauptsächlich im Weiler Biezen. Auch reformierte Menschen kamen nach Eede. Daher wurde eine reformierte Kirche gebaut, die 1650 fertiggestellt und die erste Kirche, die hier jemals gebaut wurde.
Nach und nach strömten keine Protestanten mehr ein, außerdem zogen sie es vor, etwas weiter von der Grenze entfernt zu wohnen. Die Entvölkerung wurde dank katholischen Arbeitern verhindert, so dass um 1800 bereits die Mehrheit der Bevölkerung katholisch war. 1807 konnten sie die reformierte Kirche übernehmen. Um diese Zeit kam auch der Name Eede in Gebrauch, da vorher von Beoosten Eede und Bewesten Eede die Rede gewesen ist. Die wirtschaftliche Lage war nicht gut. Der Boden war nicht sehr fruchtbar und die Tragfähigkeit der Arbeiter gering. Bauernhöfe waren im Allgemeinen klein. Die Grenze führte jedoch zu einigen Aktivitäten, wie zum Beispiel der Zuzug von Zollbeamten, die die Grenze bewachten und den Schmuggel verhinderten.

Der Erste Weltkrieg war ein dunkles Kapitel in Eede, da die Grenze geschlossen wurde und zahlreiche Opfer zu beklagen gewesen sind. Die großen Preisunterschiede zwischen den Niederlanden und Belgien machten den Schmuggel zu einem lukrativen Geschäft. Der anfangs freundschaftliche Schmuggel verkam allmählich zur harten Kriminalität. 

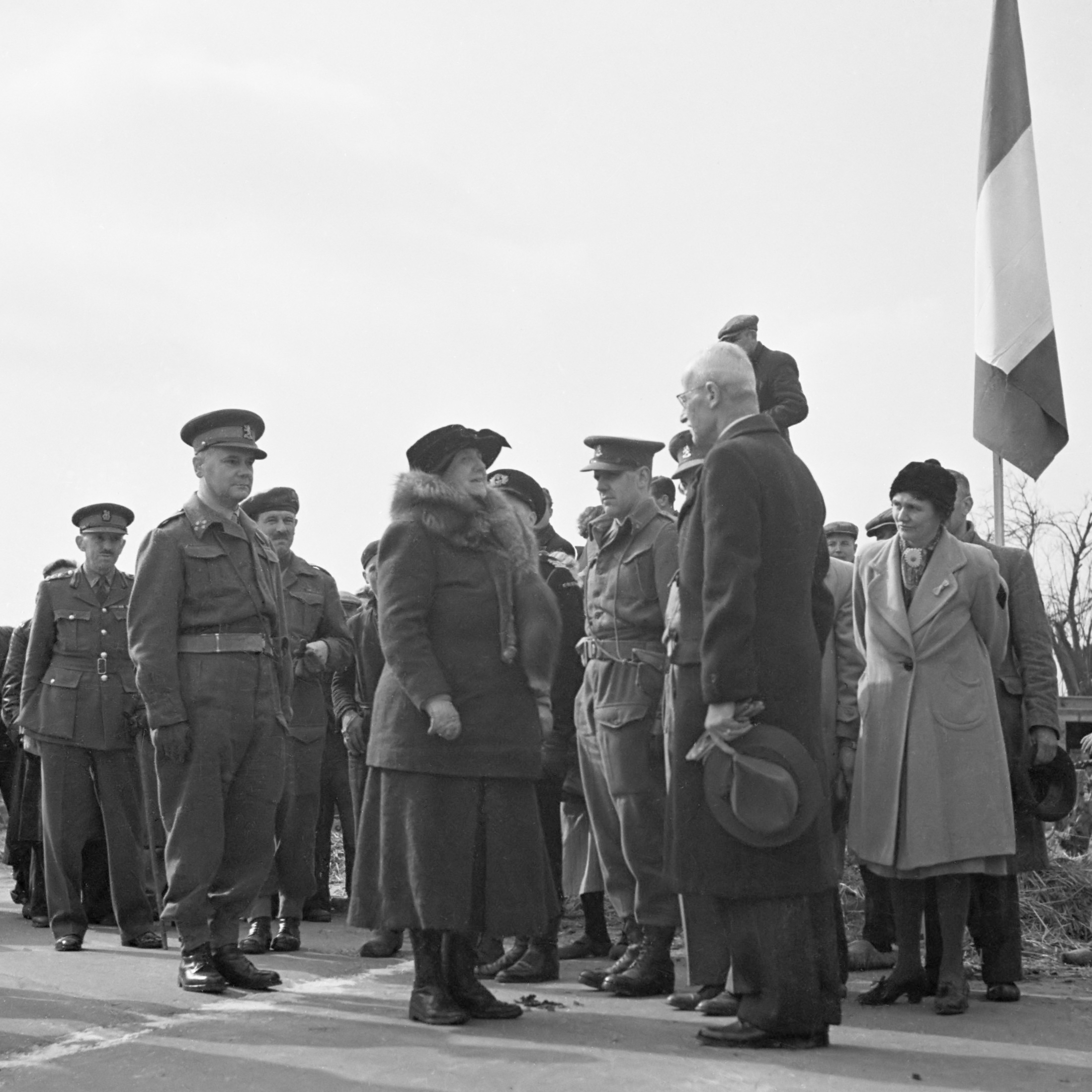
Wilhelmina überquert die zu diesem Anlass aus Mehl gezogene Grenze in Eede (Willem van de Poll, 13. März 1945)

 Zu Beginn des Zweiten Weltkriegs wurde die Kirche von der deutschen Wehrmacht beschossen. Von 1796 bis 1. April 1941 war Eede eine selbständige Gemeinde. An jenem Tag wurde sie zusammen mit Sint Kruis in die damalige Gemeinde Aardenburg eingemeindet. Eede stand am Ende der Besatzung durch die Wehrmacht an vorderster Front. Kanadische Streitkräfte befanden sich hinter dem Leopoldkanaal. Am 12. September 1944 wurden Granaten auf die Kirche abgefeuert. Die Wehrmacht evakuierte Eede am 17. September 1944, woraufhin sie einen großen Teil des Dorfes, beim Kampf gegen die Kanadier, zerstörten, um ein freies Schussfeld zu bekommen. Bei der Befreiung des Dorfes am 18. Oktober 1944 waren 90 Prozent der Häuser zerstört.
Überregionale Bekanntheit erlangte Eede als Königin Wilhelmina hier am 13. März 1945 nach fast fünfjährigem Exil im Vereinigten Königreich während des Zweiten Weltkriegs erstmals niederländischen Boden betrat. Sie stieg aus ihrer Limousine aus und ging bewusst zu Fuß über die Grenze. Am 13. März 1954 wurde hier von Königin Juliana zum Gedenken an dieses Ereignis das Nationaldenkmal De Nederlandse Maagd enthüllt, das vom Bildhauer Peter Roovers (1902–1993) geschaffen wurde.
Heute verfügt Eede über einen kleinen Gewerbepark. Dazu gehört auch die Metaal Industrie Aardenburg (MIA), ein Unternehmen aus dem Jahr 1950, das ursprünglich in Aardenburg ansässig war. Es stellt Metallgitter für die Prozessindustrie her. Im März 2005 fanden in Eede verschiedene Aktionen im Rahmen des 60. Jahrestages des Grenzübertritts durch Königin Wilhelmina statt.

## Sehenswürdigkeiten
- Wilhelmina Monument
- Maria Hemelvaartkerk